# リストロサウルス
リストロサウルス（Lystrosaurus）は、約2億5,400万- 約2億4,800万年前（中生代前期三畳紀）のパンゲア大陸（画像資料）に生息していた植物食性の単弓類。
獣弓目のディキノドン下目に属し、リストロサウルス科に分類されるが、カンネメエリア科とする説もある。

## 呼称
属名は上顎の形を見立てた古代ギリシア語: λίστρον （listron）「シャベル、こて」と σαῦρος （sauros）「とかげ」との合成語と比定できるが、何らかの理由で Listro- ではなく Lystro- の形をとっている。
英語音（音声資料）は「リストロソーラス」、もしくは「リストラソーラス」に近い。中国語名は「水龍獣」（shuǐlóngshòu; シュイロンショウ）。

## 特徴

### 形態

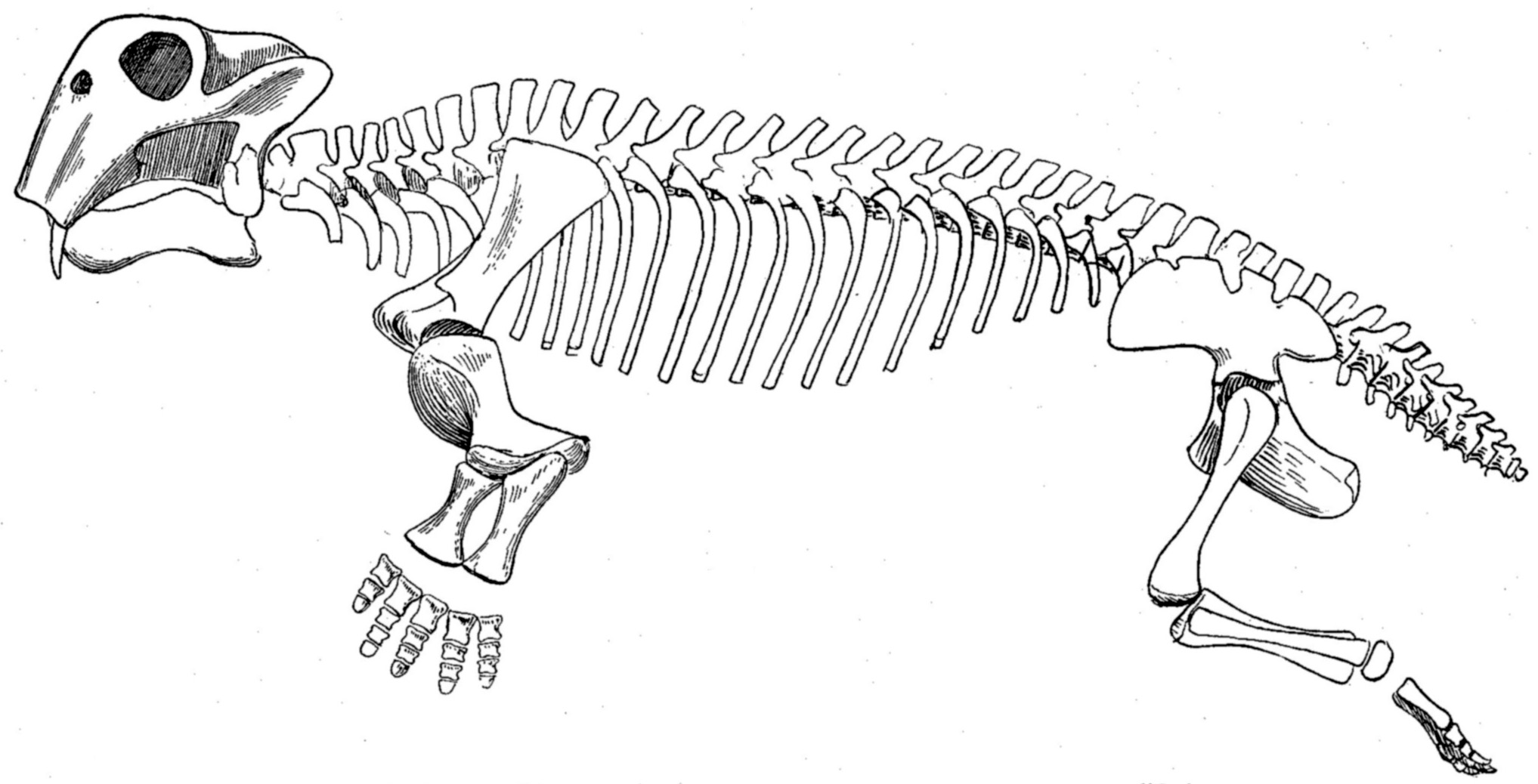
リストロサウルス骨格

体長は約90-120cm。イノシシほどの大きさである。ずんぐりした樽形の胴体と短い四肢、短い尾を有する。
著しく短く切り立った顔面は、長い吻部を持つものが多い三畳紀のディキノドン類の中でも、際立って特異なものである。眼窩と鼻孔は頭蓋上部に移動し、顎先は低くなっている。しかし、その上顎には、ディキノドン類に特徴的な角質の嘴（くちばし）と大きな犬歯（牙）を具えている。

### 生態

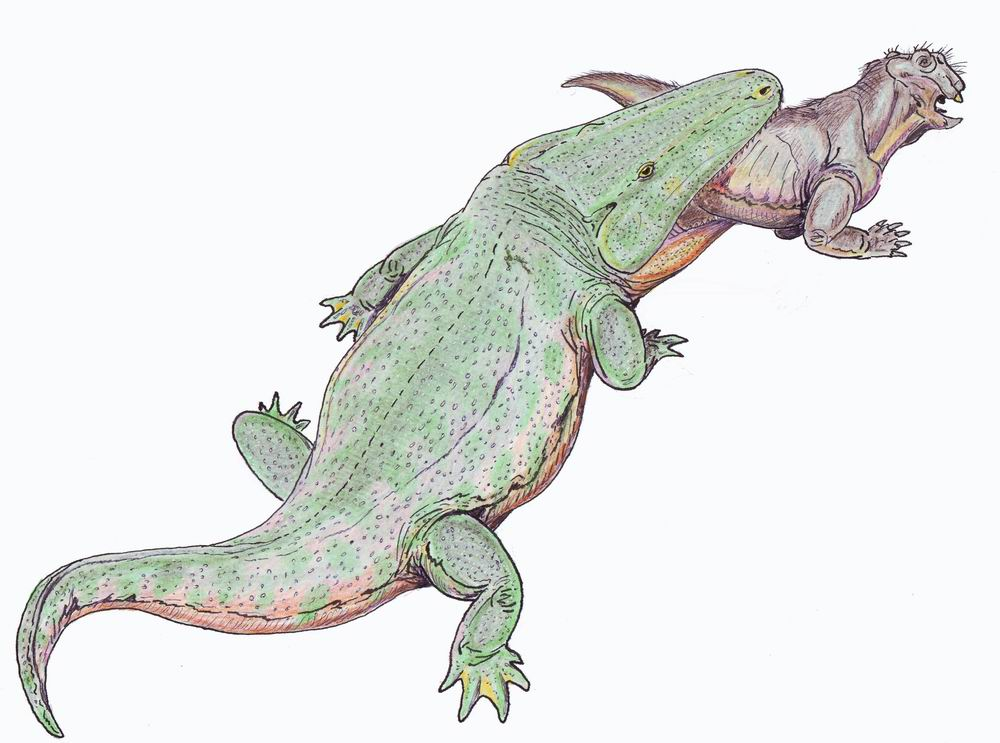
全長3mを優に超える巨大な両生類ウラノケントロドン（左）に捕らえられたリストロサウルス（想像図）。彼らにも天敵はいたが、出現当初には少なかったはずである。

形態的特徴、および、産出した地層の状況から、発見当初はカバのように、川や湖沼に生息する半水生の動物であったと考えられていた。しかし、カルー盆地等の古環境が詳細に調査された結果、乾燥した氾濫原などに生息していたと結論づけられた。また、嘴と犬歯によって独特の形状をなす吻部も、植物の根を掘り起こしたり巣穴を掘ったりするための適応進化と考えられている。
1988年に発見された巣穴の化石からは、ディイクトドンなどと同様に、つがいと思われる雌・雄の骨格化石がまとめて発見されている。

### 進化史
リストロサウルスは三畳紀初頭に唐突に姿を現し、瞬く間にパンゲア大陸の広範な地域に分布を拡げていった。古生代を終わらせたペルム紀末の大量絶滅イベントを乗り切った未知の祖先から進化し、競合する植物食動物がほとんど存在せず、本格的な捕食者もまだ進化してきていない生態系において、いち早くニッチ（生態的地位）を埋めたものと考えられる。彼らの放散は、大量絶滅期の終了直後には各地に姿を現していたほど迅速であり、そのままこの時代の示準化石に指定されるほどの隆盛を誇った（後述）。そして、三畳紀前期の終わりとともに姿を消す。数百万年に渡る環境においてのみ、非常に適応し、成功した生物である。

### 種分類と詳細
リストロサウルスの頭骨は種によって形態が大きく異なる事が知られている。これは、各々の種が異なる植物を食べた事による適応とされる。
- 略号 （地名は発見地を表す）

南ア=南アフリカ共和国　/　南極=南極大陸
LAZ=Lystrosaurus Assemblage Zone (南ア、リストロサウルス群集帯)　/　FF=Fremouw Formation (南極、フレモウ層)　/　PF=Panchet Formation (インド、パンチェット層)　/　JF=Jiucaiyuan Formation (中国新疆、ジュンガル層).
- リストロサウルス・クルヴァトゥス（クルワトゥス）

L. curvatus　(Owen, 1876)
：最も原始的な種。南ア（LAZ）、南極（Shenk Peak、FF）、中国（ジュンガル盆地、トルファン盆地、新疆、JF、Tunghungshan Series）
- リストロサウルス・デクリヴィス（デクリウィス）

L. declivis　Owen, 1876　　：南ア（LAZ）
- リストロサウルス・ゲオルギ

L. georgi　Kalandadze, 1975　　
：ロシア（ヴェトルガ川、ニジニ・ノヴゴロド州）。「外部リンク、学術的資料」の#2。
- リストロサウルス・ヘディニ（エディニ）

L. hedini　Young, 1935　　：中国（JF, Tunghungshan Series）
- リストロサウルス・ムッカイギ

L. mccaigi　Seeley, 1898　　：南ア（LAZ）、インド（PF）、南極（Shenk Peak, FF）
- リストロサウルス・ムッライ（ムッラユィ）

L. murrayi　(Huxley, 1859)　　：南ア（LAZ）、南極（FF, Coalsack Bluff）、インド（PF）、中国（JF）
- リストロサウルス・オヴィケプス（オウィケプス）

L. oviceps　Haughton, 1915　　：南ア（LAZ）
- リストロサウルス・プラティケプス（プラテュケプス）

L. platyceps　Seeley, 1898　　：南ア（LAZ）、インド（PF）
- リストロサウルス・ラジュルカリ（ラユルカリ）

L. rajurkari　Tripathi et Satsangi, 1963　　：インド（PF）
- リストロサウルス・ロブストゥス

L. robustus　Sun, 1973　　：中国（JF）
- リストロサウルス・シカンゴウエンシス（シカンッゴウエンシス）

L. shichanggouensis　Cheng, 1986　　：中国（JF）
- リストロサウルス・ウェイデンレイキ

L. weidenreichi　Young, 1939　　：中国（JF）

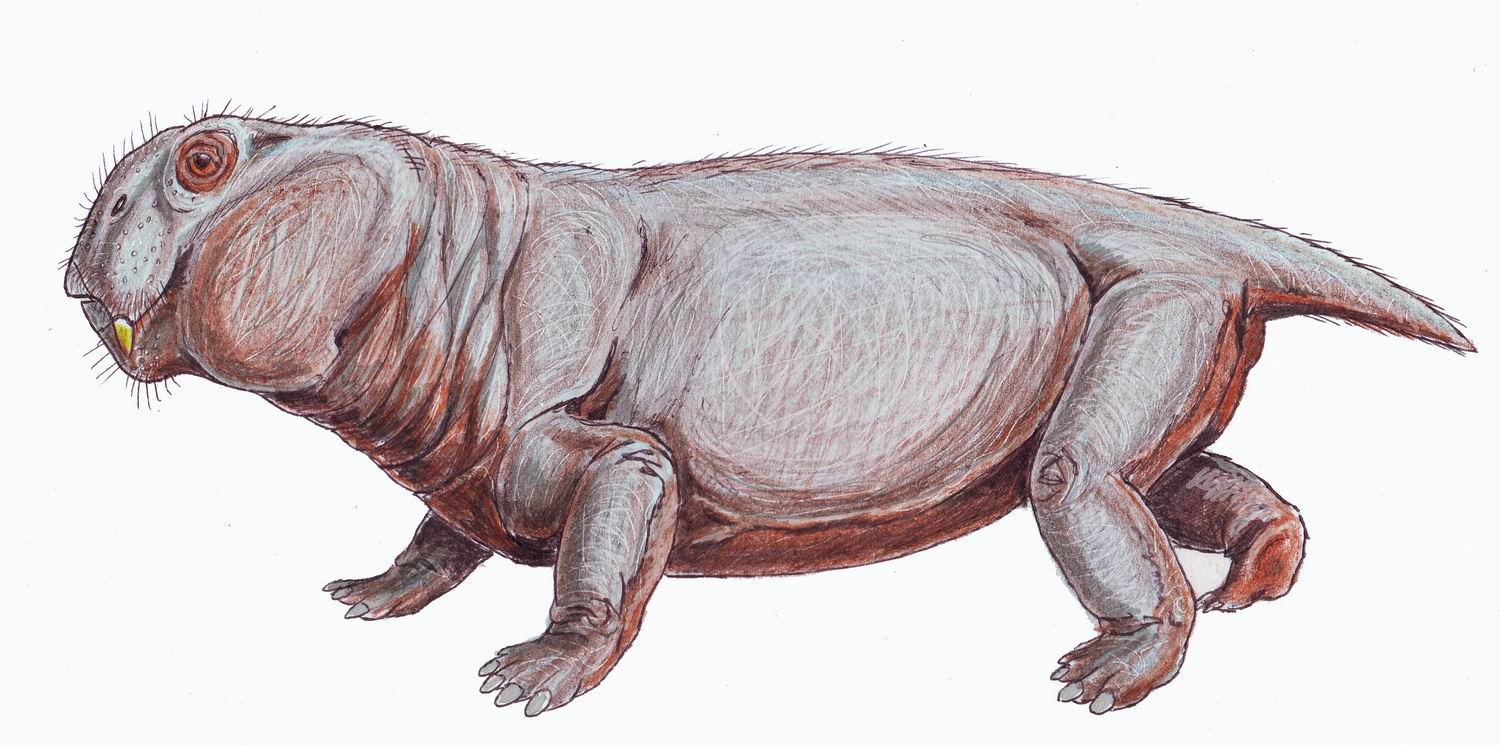
リストロサウルス・ムッライ Lystrosaurus murrayi（想像図）
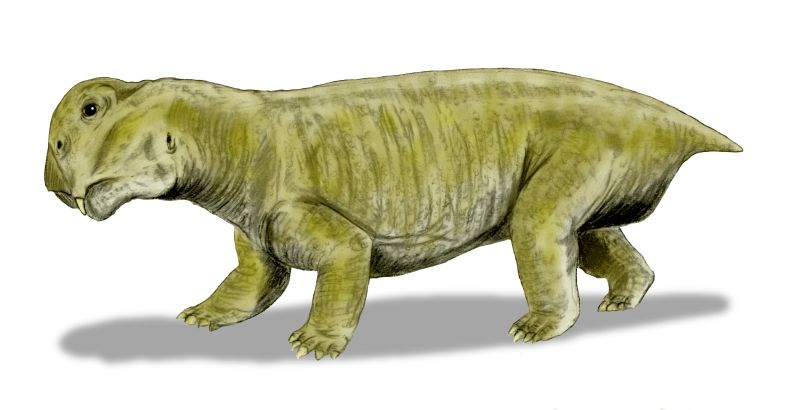
Lystrosaurus murrayi （想像図）
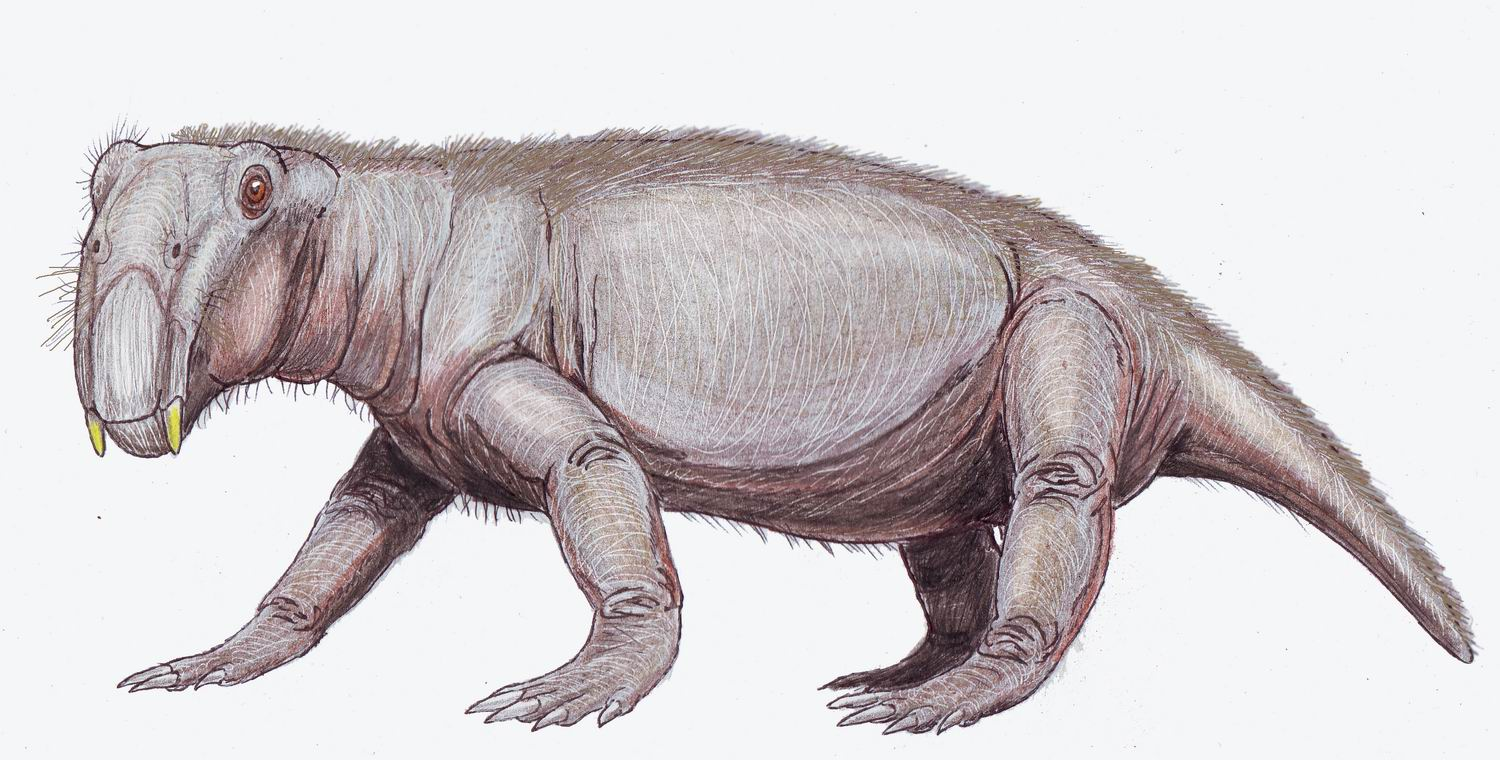
リストロサウルス・ゲオルギ Lystrosaurus georgi （想像図）
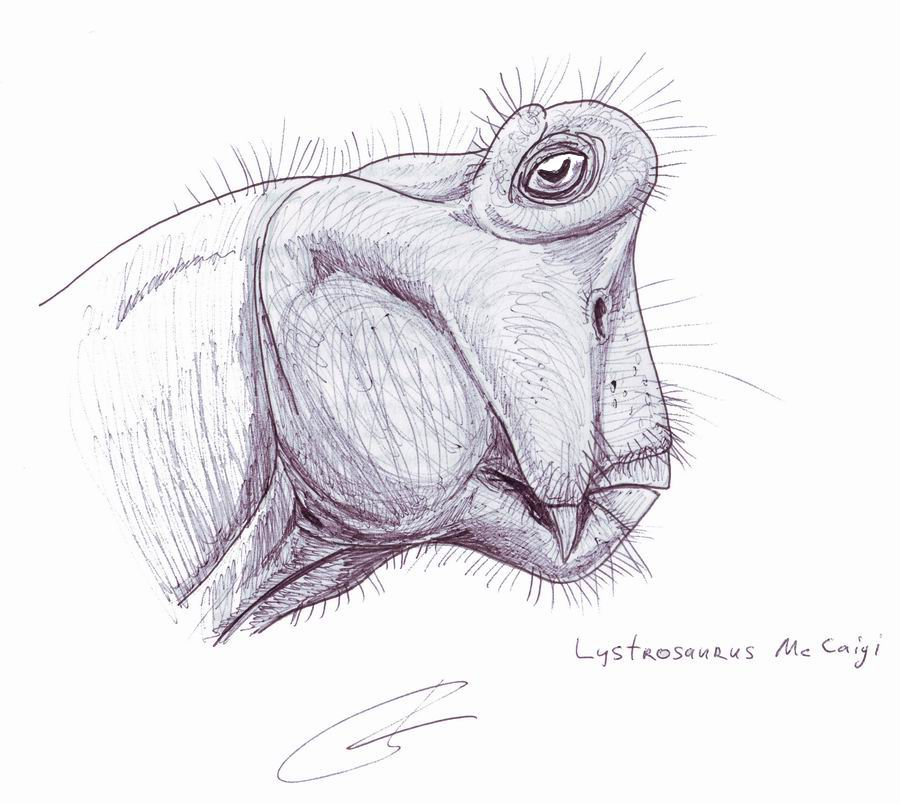
リストロサウルス・ムッカイギ Lystrosaurus mccaigi の頭部（想像図）

## 分布
現在発見されている地域
化石は、南アフリカ共和国、インド、南極大陸、ヨーロッパ、ロシア、中国など極めて広い範囲から発見されており、三畳紀前期の示準化石、および、南極大陸の示相化石となっている。
大海を渡れないこの動物の分布状況は、大陸が移動していることの立証につながる決定的事例となり、そしてまた、過去にはほぼ全ての陸塊が一つとなっていた時代があったことの有力な証拠の一つとされている。加えて、彼らの存在は、南極大陸に温暖な時代があったことの確固たる証拠（示相化石）なのである。
大陸移動説の論証として

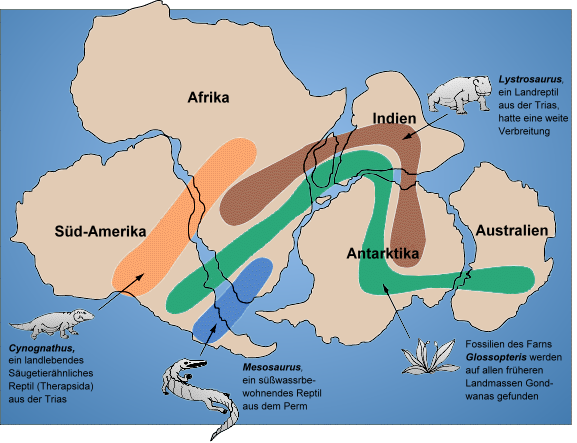
ゴンドワナ大陸の化石分布図（現在の大陸形状を再配置して再現した概念図）。茶色=リストロサウルス、橙色=キノグナトゥス、青色=メソサウルス、緑色=グロッソプテリス。

アルフレート・ヴェーゲナーが提唱した大陸移動説では、かつて地球上にはパンゲア大陸と呼ばれる一つの超大陸のみが存在し、それが約2億年前に分裂を始め、割れた陸塊はそれぞれに個別のベクトルを持って移動したとする。その大きな流れのなかにある現世の状態として、今日の世界の大陸配置があると考えるものである。地質学・古生物学・古気候学などの知見から、大西洋をはさんだ南北アメリカ大陸、ヨーロッパ大陸とアフリカ大陸等は元々一つの超大陸であったとする仮説であった。その証拠の一つとされたのが、このリストロサウルスと絶滅植物グロッソプテリスの化石であり、他にキノグナトゥスやメソサウルスも、プレートテクトニクス理論の証拠たる古生物として挙げられる。
右図：化石生物の分布状況は、当時の陸塊が超大陸（ここではパンゲアの一角としてのゴンドワナ大陸）を形成していたことを証明している。